# Phalanta omarion
Phalanta omarion är en fjärilsart som beskrevs av Hans Fruhstorfer 1912. Phalanta omarion ingår i släktet Phalanta och familjen praktfjärilar. Inga underarter finns listade i Catalogue of Life.